# Gecse Attila
Gecse Attila (Homokterenye, 1949. augusztus 6.) diplomata, nagykövet.

## Tanulmányai, pályafutása
A Marx Károly Közgazdaságtudományi Egyetem nemzetközi kapcsolatok szakán végzett 1971-ben, 1977-ben ugyanott egyetemi doktori címet nyert el. 1985-ben elvégezte az MSZMP Politikai Főiskoláját. Orosz, spanyol, portugál, angol nyelvismeretet szerzett.
Egyetemi tanulmányainak befejezés után a Külügyminisztériumba került, majd főelőadó lett a Sajtófőosztályon. Első külföldi kiküldetése során, 1974 november és 1978 decembere között a lisszaboni magyar nagykövetség sajtó, kulturális és konzuli ügyekkel foglalkozó attaséja, majd III. illetve II. titkára, később első beosztott is volt. 
1979 februárjában az akkoriban szokásos kölcsönadási rendszer keretében, külügyminisztériumi munkaviszonya megszakítása nélkül az MSZMP KB Külügyi Osztályának munkatársa lett, 1986 márciusában ugyanitt osztályvezető-helyettes. 1989-ben rendkívüli és meghatalmazott nagyköveti címet kapott és a madridi nagykövetség vezetőjének nevezték ki, ezt a posztot 1993-ig töltötte be. 1993–94-ben külügyminisztériumban a Diplomáciai Információs Osztály munkatársa volt. 1994-ben  a VIII. (dél-európai) Területi Főosztály vezetője lett, majd 1995 és 1999 között a római nagykövetséget vezette. Hazatérése után a Fegyverzet-ellenőrzési és Biztonságpolitikai Főosztály főtanácsosa lett. 2002-ben gazdasági és igazgatási helyettes államtitkár lett, majd 2005-ben a lisszaboni nagykövetség vezetésére kapott megbízást. Ezt a posztot 2010-ig töltötte be.

## Társadalmi funkciói
- Magyar Atlanti Tanács, tag (2015)
- Magyar Külügyi Társaság, tag

## Elismerései
- Munka Érdemrend ezüst fokozata (1983)